# 김상우 (1987년)
김상우(金尙佑, 1987년 5월 18일 ~ )는 대한민국의 전직 축구 선수이다. 선수 시절 포지션은 미드필더였다.